# Ґодземба
Ґодземба (пол. Godzięba, нім. Oberwalde) — село в Польщі, у гміні Ґневково Іновроцлавського повіту Куявсько-Поморського воєводства.
Населення — 106 осіб (2011).
У 1975-1998 роках село належало до Бидгощського воєводства.

## Демографія
Демографічна структура станом на 31 березня 2011 року:
|          | Загалом | Допрацездатний вік | Працездатний вік | Постпрацездатний вік |
| -------- | ------- | ------------------ | ---------------- | -------------------- |
| Чоловіки | 50      | 8                  | 34               | 8                    |
| Жінки    | 56      | 16                 | 28               | 12                   |
| Разом    | 106     | 24                 | 62               | 20                   |